# جوش سوندرز
جوش سوندرز (بالإنجليزية: Josh Saunders)‏ هو لاعب كرة قدم أسترالية أسترالي، ولد في 31 أغسطس 1994 في غيلونغ في أستراليا.

## وصلات خارجية
- جوش سوندرز على موقع AustralianFootball.com (الإنجليزية)
- جوش سوندرز على موقع AFLtables.com (الإنجليزية)